# Oxypetalum arachnoideum
Oxypetalum arachnoideum är en oleanderväxtart som beskrevs av Fourn.. Oxypetalum arachnoideum ingår i släktet Oxypetalum och familjen oleanderväxter. Inga underarter finns listade i Catalogue of Life.